# Paolo Villaggio

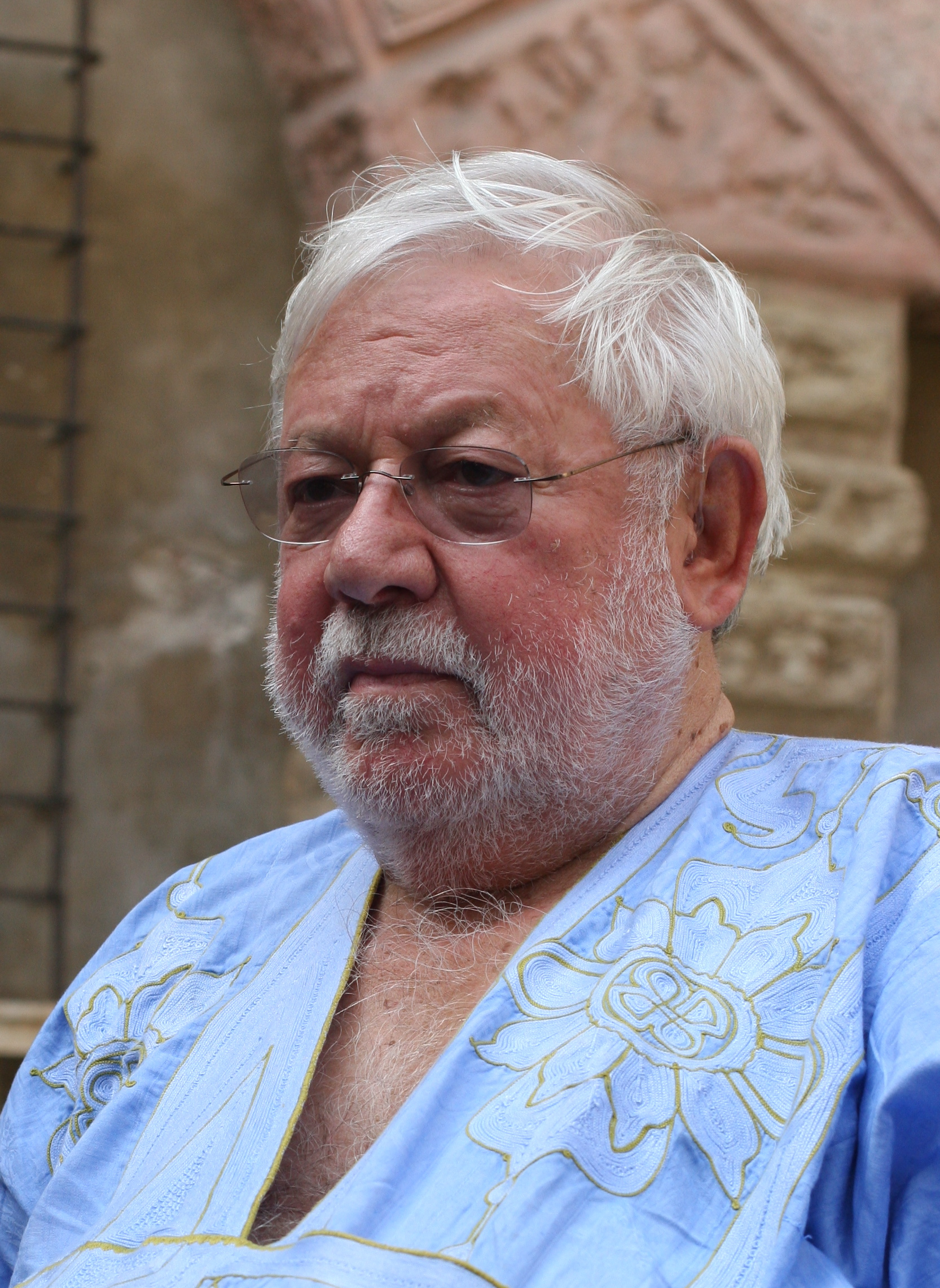
Paolo Villaggio (2008)

Paolo Villaggio (* 30. Dezember 1932 in Genua; † 3. Juli 2017 in Rom) war ein italienischer Schauspieler, Regisseur und Schriftsteller.

## Leben
Paolo und sein Zwillingsbruder Piero Villaggio wurden 1932 in Genua als Söhne eines Ingenieurs und einer Deutschlehrerin geboren. Er arbeitete als Angestellter und trat nebenher auf kleinen Bühnen in Genua als Darsteller auf. 1966 engagierte ihn Ivo Chiesa an das Teatro Stabile, an dem er in Avantgarde-Produktionen spielte. Villaggio arbeitete Ende der 1960er Jahre auch erfolgreich im Fernsehen als Moderator und Komiker in der Rolle eines Angestellten, der sich mit den Launen seines Chefs plagt.
1968 hatte Villaggio sein Filmdebüt. Markante Hauptrollen spielte er in Vittorio Gassmans Senza famiglia nullatenenti cercano affetto (1972) und Nanni Loys Sistemo l’America e torno (1974). Höhepunkt seines Filmerfolges in Italien wurde 1975 die Komödie Das größte Rindvieh weit und breit von Luciano Salce, in der Villaggio seine vom Fernsehen bekannte Figur „Fantozzi“ erstmals auf der Leinwand verkörperte. In Deutschland erlangte er durch seine Titelrolle in Robinson jr. (1976) Bekanntheit. In den 1970er und 80er Jahren wirkte er in zahlreichen anspruchslosen Komödien mit und wiederholte mehrfach seinen Erfolg mit der „Fantozzi“-Rolle. 1990 spielte er in Federico Fellinis letztem Film Die Stimme des Mondes (La voce della luna) eine Hauptrolle, die den Beginn der Loslösung von seinem stereotypen Rollenklischee markiert. Er festigte diese neue Position mit seinen Rollen in Ermanno Olmis Il segreto del bosco vecchio (1993) und Mario Monicellis Cari fottutissimi amici (1994). Sein Schaffen umfasst rund 80 Film- und Fernsehproduktionen.
Villaggio war auch der Autor zahlreicher Kurzgeschichten über den glücklosen Buchhalter Fantozzi, weiterer Texte sowie einer Autobiografie.
Er war Mitglied der linken Parteien Partito Comunista Italiano und der Democrazia Proletaria. Für letztere trat er 1987 erfolglos zur italienischen Parlamentswahl an. 1994 kandidierte er für die Lista Pannella des links-liberalen Politikers Marco Pannella. Im Jahr 2013 bekundete er seine Unterstützung der 5-Sterne-Bewegung Beppe Grillos.
Villaggio starb am 3. Juli 2017 im Alter von 84 Jahren in Rom.

## Preise und Auszeichnungen
Paolo Villaggio erhielt 1990 den italienischen Filmpreis (David) für seine Rolle in Die Stimme des Mondes. 1992 wurde ihm beim Filmfestival Venedig für sein Lebenswerk der Goldene Löwe verliehen. Beim internationalen Filmfestival von Locarno folgte 2000 der Goldene Leopard.

## Filmografie
Kinofilme
- 1968: Eat it (Mangiala!) – Regie: Francesco Casaretti
- 1969: Il terribile ispettore – Regie: Mario Amendola
- 1969: I quattro del Pater Noster
- 1969: Pensando a te – Regie: Aldo Grimaldi
- 1970: Brancaleone auf Kreuzzug ins Heilige Land (Brancaleone alle crociate)
- 1970: La torta in cielo – Regie: Lino Del Fra
- 1972: Senza famiglia, nullatenenti cercano affetto – Regie: Vittorio Gassman
- 1972: Beati i ricchi – Regie: Salvatore Samperi
- 1972: Bete, Amigo! (Che c’entriamo noi con la rivoluzione?)
- 1974: Ich geh’ mal eben nach Amerika (Sistemo l’America e torno) – Regie: Nanni Loy
- 1973: Berühre nicht die weiße Frau (Touche pas à la femme blanche)
- 1974: Alla mia cara mamma nel giorno del suo compleanno – Regie: Luciano Salce
- 1975: Di che segno sei? – Regie: Sergio Corbucci
- 1975: La mazurka del barone, della santa e del fico fiorone – Regie: Pupi Avati
- 1975: Das größte Rindvieh weit und breit (Fantozzi) (& Drehbuch)
- 1976: Il secondo tragico Fantozzi – Regie: Luciano Salce
- 1976: Quelle strane occasioni Episode: Italian Superman – Regie: Sergio Corbucci
- 1976: Robinson jr. (Signor Robinson, mostruosa storia d’amore e d’avventure)
- 1977: Il … Belpaese – Regie: Luciano Salce
- 1977: Tre tigri contro tre tigri – Regie: Sergio Corbucci, Stefano Vanzina
- 1978: Quando c’era lui … caro lei! – Regie: Giancarlo Santi
- 1978: Dove vai in vacanza? Episode Sì buana – Regie: Luciano Salce
- 1978: Professor Kranz tedesco di Germania – Regie: Luciano Salce
- 1978: Io tigro, tu tigri, egli tigra – Regie: Giorgio Capitani
- 1979: Dr. Jekylls unheimlicher Horrortrip (Dottor Jekyll e gentile signora) – Regie: Stefano Vanzina
- 1979: Ein Bankangestellter in Nöten (Rag. Arturo De Fanti, bancario – precario) – Regie: Luciano Salce
- 1980: Mirandolina (La locandiera) – Regie: Paolo Cavara
- 1980: Fantozzi contro tutti – Regie: Neri Parenti
- 1981: Il turno – Regie: Tonino Cervi
- 1981: Der doppelte Held (Fracchia la belva umana) – Regie: Neri Parenti
- 1982: Ein pikanter Traum (Sogni mostruosamente proibiti) – Regie: Neri Parenti
- 1982: Bonnie und Clyde auf italienisch (Bonnie e Clyde all’italiana) – Regie: Stefano Vanzina
- 1982: Pappa e ciccia – Regie: Neri Parenti
- 1983: Fantozzi subisce ancora – Regie: Neri Parenti
- 1984: Wie du mir, so ich dir (A tu per tu) – Regie: Sergio Corbucci
- 1985: I pompieri – Regie: Neri Parenti
- 1985: Zwei Vollidioten schlagen zu (Fracchia contro Dracula) – Regie: Neri Parenti
- 1986: Ich krieg’ die Tür immer noch nicht zu (Superfantozzi) – Regie: Neri Parenti
- 1986: Grandi magazzini – Regie: Franco Castellano, Giuseppe Moccia
- 1986: Klauen will gelernt sein (Scuola di ladri) – Regie: Neri Parenti
- 1987: Roba da ricchi – Regie: Sergio Corbucci
- 1987: Rimini Rimini – Regie: Sergio Corbucci
- 1987: Missione Eroica – I pompieri 2 – Regie: Giorgio Capitani
- 1987: Gauner haben’s schwer (Scuola di ladri – parte seconda) – Regie: Neri Parenti
- 1988: Com’è dura l’avventura – Regie: Flavio Mogherini
- 1988: Der schlaue Fuchs (Il volpone) – Regie: Maurizio Ponzi
- 1988: Fantozzi geht in Pension (Fantozzi va in pensione) – Regie: Neri Parenti
- 1989: Ho vinto la lotteria di capodanno – Regie: Neri Parenti
- 1990: Fantozzi alla riscossa – Regie: Neri Parenti
- 1990: Le comiche – Regie: Neri Parenti
- 1990: Die Stimme des Mondes (La voce della luna) – Regie: Federico Fellini
- 1992: Le comiche 2 – Regie: Neri Parenti
- 1992: Sperelli setzt sich durch (Io speriamo che me la cavo) – Regie: Lina Wertmüller
- 1993: Il segreto del bosco vecchio – Regie: Ermanno Olmi
- 1993: Fantozzi in paradiso – Regie: Neri Parenti
- 1994: Cari fottutissimi amici – Regie: Mario Monicelli
- 1994: Le nuove comiche – Regie: Neri Parenti
- 1995: I don’t speak English (Io no spik inglish) – Regie: Carlo Vanzina
- 1995: Camerieri – Regie: Leone Pompucci
- 1995: Free Snowball – Rettet den weißen Wal (Palla di neve) – Regie: Maurizio Nichetti
- 1996: Fantozzi – Il ritorno – Regie: Neri Parenti
- 1997: Banzai – Regie: Carlo Vanzina
- 1998: Un bugiardo in paradiso – Regie: Enrico Oldoini
- 1999: Fantozzi 2000 – La clonazione – Regie: Domenico Saverni
- 2000: Azzurro (Azzurro)
- 2000: Denti – Regie: Gabriele Salvatores
- 2001: Heidi
- 2005: Gas – Regie: Luciano Melchionna
- 2007: Hermano – Regie: Giovanni Robbiano
- 2008: Torno a vivere da solo – Regie: Jerry Calà

Fernsehfilme
- 2002: Die Bibel – Die Apokalypse (San Giovanni – L’apocalisse)
- 2004: Renzo e Lucia – Regie: Francesca Archibugi

Fernsehserien
- 1969: Il killer
- 1975: Giandomenico Fracchia
- 1985: Grand Hotel
- 1985: Sogni e bisogni
- 1986: Un fantastico tragico venerdì
- 1999: Angelo di seconda classe
- 2002–2008: Carabinieri